# Pfarrkirche Goldegg im Pongau

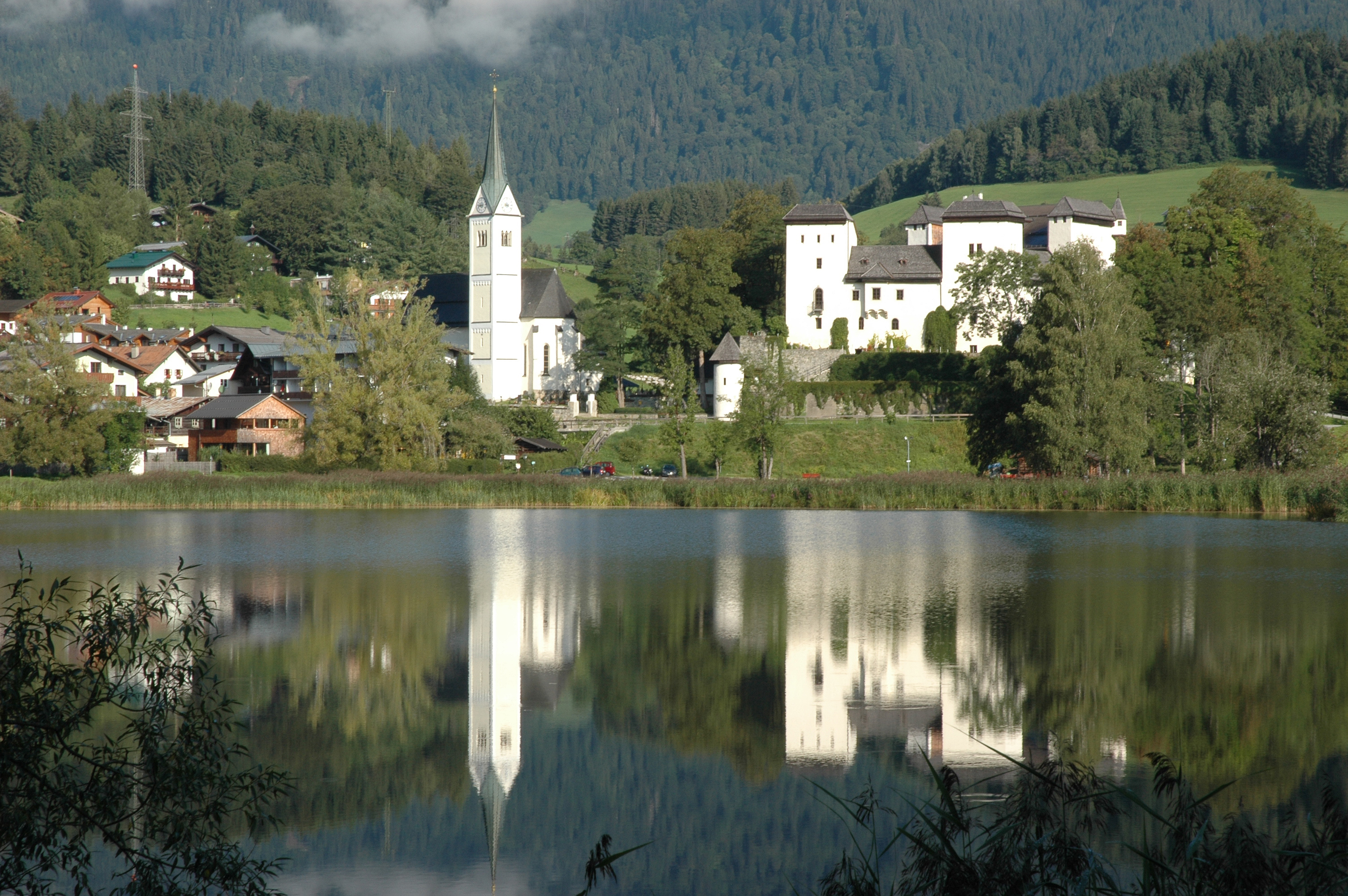
Pfarrkirche hl. Georg mit dem Schloss Goldegg am Goldegger See (2009)

Die römisch-katholische Pfarrkirche Goldegg im Pongau steht in der Gemeinde Goldegg im Pongau im Bezirk St. Johann im Pongau im Land Salzburg. Die dem Patrozinium des hl. Georg unterstellte Pfarrkirche gehört Dekanat St. Johann im Pongau der Erzdiözese Salzburg. Die Kirche steht unter Denkmalschutz (Listeneintrag).

## Geschichte
Urkundlich genannt wurde die Kirche erstmals 1339, 1502 der Südturm, 1516 eine Weihe der Kirche, 1747 ein Brand der Kirche, 1770 ein Umbau, 1787 der neue Hochaltar, 1857 die Erhebung zur Pfarrkirche.

## Architektur
Die einschiffige – im Kern frühgotische – Pfarrkirche mit einem Südturm steht von einem Friedhof umgeben zwischen dem Gemeindeamt und dem Schloss Goldegg.
Das ungegliederte einschiffige Langhaus mit schräg gestellten Rechteckgrundriss hat eine offene Dachstuhlkonstruktion. Im Westen des Langhauses ist eine zweigeschoßige Säulenempore und einen Segmentbogen zu einem Beichtraum mit einem Kruzifix aus 1868. Der eingezogene rundbogige Triumphbogen wird von Wandpfeilern mit profilierten Abschluss flankiert. Der eingezogene gotische Chor mit Dreiseitschluss hat schmale Wandvorlagen und ein umlaufendes profiliertes Gesims und ein Tonnengewölbe mit dem Deckengemälde Mariä Krönung aus dem Ende des 18. Jahrhunderts.